# Antoni Czajor
Antoni Czajor (ur. 6 grudnia 1875 w Lipinach, zm. 17 sierpnia 1932 w Chorzowie) – polski polityk, powstaniec śląski, działacz Polskiej Partii Socjalistycznej, poseł na Sejm Śląski I kadencji w II RP.

## Życiorys
Około 1900 roku wstąpił do Polskiej Partii Socjalistycznej zaboru pruskiego, zakładał jej komórki w Lipinach i okolicach. Emigrował na krótko do Westfalii. Po powrocie na Górny Śląsk stał się jednym z czołowych działaczy PPS. Był porywającym mówcą, uczestniczył w wielu konferencjach i zjazdach partii, piastując w niej różne ważne funkcje.
W czasie I wojny światowej Czajor pracował nadal w górnictwie, dzięki czemu uniknął powołania do służby wojskowej. Po zakończeniu wojny wszedł w skład Komitetu Wykonawczego Rady Robotniczo-Żołnierskiej powiatu bytomskiego, reprezentując w niej radykalną opozycję. Był współzałożycielem Komunistycznej Partii Górnego Śląska. W okresie plebiscytu angażował się w akcję propagandową. Wziął udział we wszystkich 3 powstaniach śląskich, należał do grona współorganizatorów Polskiej Organizacji Wojskowej Górnego Śląska. W I powstaniu śląskim dowodził kompanią peowiacką w Lipinach, w II stanął na czele miejscowej delegacji powstańczej, która zażądała złożenia broni przez stacjonujący tam oddział Sicherheitspolizei, co zostało spełnione i w rezultacie Lipiny przeszły pod kontrolę władz powstańczych.
W następnych latach Czajor uczestniczył dalej w zjazdach PPS, był członkiem Rady Naczelnej PPS. W pierwszych wyborach do Sejmu Śląskiego uzyskał mandat poselski z listy PPS. W 1928 przewodniczył delegacji śląskiej na XXI zjazd PPS.
W 1929 był sekretarzem Centralnego Związku Górników w Polsce w Lipinach.

## Ordery i odznaczenia
- Srebrny Krzyż Zasługi (11 stycznia 1928)[2]